# Allan Nilsson (schackspelare)
Allan Nilsson, född 18 maj 1899 i Göteborg, död 4 september 1949 i Göteborg, var en svensk schackspelare.
Nilsson var svensk mästare i schack 1924-29 och spelade fyra titelmatcher, alla i Göteborg. Han spelade oavgjort mot Gustaf Nyholm (2,5-2,5) 1921, vann mot Gustaf Nyholm (3-1) 1924, spelade oavgjort mot Gösta Stoltz (2,5-2,5) 1927 och förlorade titeln mot Gideon Ståhlberg (0-3) 1929.
Nilsson representerade Sverige i den första schackolympiaden i London 1927.